# Pseudophilotes baton
Pseudophilotes baton е вид пеперуда от семейство Синевки (Lycaenidae). Видът не е застрашен от изчезване.

## Разпространение и местообитание
Разпространен е в Австрия, Андора, Германия, Испания, Италия, Португалия, Франция, Чехия и Швейцария.
Регионално е изчезнал в Белгия и Полша.
Обитава пустинни области, ливади, храсталаци и степи.

## Описание
Популацията на вида е намаляваща.